# Pavillonschule

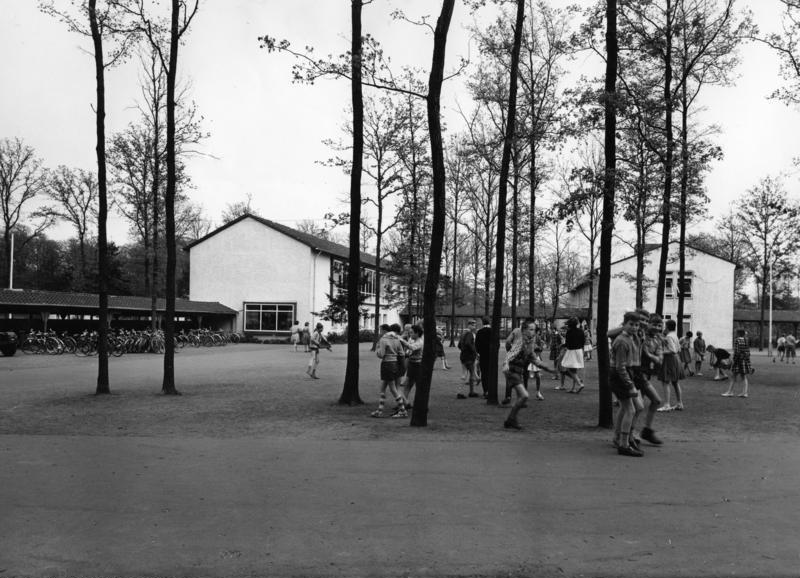
Beispiel einer Pavillonschule: Söderblom-Gymnasium Espelkamp

Die Pavillonschule ist ein Schulbautyp der sich aus dem Neuen Bauen um 1920 entwickelnden pädagogischen Architektur. Beginnend mit ersten Vorläufern ab 1895 steht sie für die Abkehr vom repräsentativen Monumentalbau der Gründerzeit und für die Umsetzung reformerischer Ansätze beim Schulbau. Kennzeichnend für diesen Schulbautyp sind niedrige, dezentrale Flachbauten, Laubengänge und die Erweiterung von Klassenräumen in die Außenanlagen hinein. Seinen Höhepunkt hatte dieser Bautyp in den 1960er Jahren vor allem in Mitteleuropa. Frühe Schulen dieses Typs stehen heute überwiegend unter Denkmalschutz.

## Geschichte

### Erste Vorreiter vor dem Ersten Weltkrieg
Bereits Mitte des 19. Jahrhunderts gab es eine Reihe von Landerziehungsheimen, bei denen die Natur aus pädagogischen und medizinischen Erwägungen einbezogen war. Ob in diesen der Ursprung der Pavillonschule zu sehen ist, ist aber umstritten. Zwar bezieht sich der Schulreformer Fritz Karsen bei seinen Überlegungen zu einer integrierten Gesamtschule auf die Gründungen von Hermann Lietz, die Freie Schulgemeinde Wickersdorf, die Odenwaldschule sowie Martin Luserkes Schule am Meer, der Erziehungswissenschaftler Jürgen Oelkers sieht hier, mit Verweis auf die Vorträge des am 12. April 1928 in Berlin eröffneten sechstägigen Kongress Die neuzeitliche deutsche Volksschule, aber keine Zusammenhänge. Er hält eher schulreformerische Ideen, wie beispielsweise von Carl Pretzel und Erich Hylla aus dem Jahr 1923, für entscheidend.
Tatsächlich gab es bereit 1895 einen Pavillonschulbau an der Paul-Gerhardt-Schule in Lingen sowie die am 23. Dezember 1896 in Ludwigshafen eingeweihte Schanzschule (Im Krieg zerstört und heute Goetheschule Nord), die als die erste Pavillonschule gilt und über deren Vorzüge bei der Belüftung und Belichtung gegenüber dem Kasernentyp bereits 1897 Hans Christian Nußbaum, Professor für Hygiene in Hannover, bei der 22. Jahresversammlung des Deutschen Vereins für öffentliche Gesundheitspflege in Karlsruhe referierte. Sie blieben aber wegen des hohen Platzbedarfs und der Kosten ohne Nachfolger, wie der Hamburger Schulinspektor Matthias Meyer in seinem 1903 veröffentlichten Buch Die Schulstätten der Zukunft ausführte. Auch in Holbæk bestand 1905 bereits eine erste dänische Pavillonskole, die aus selbständigen, isolierten Einzelgebäuden bestand. Der Erste Weltkrieg brachte letztendlich eine Zäsur.

### Abkehr vom Kasernentyp zwischen den Kriegen
Im Jahr 1919 entwarf Fritz Schumacher eine Pavillonschule für Hamburg-Langenhorn (Werkverzeichnis Nr. 327), die aber nie gebaut wurde. Mit Bruno Taut und Otto Haesler entwickelten zwei weitere Hauptvertreter des Neuen Bauens Anfang der 1920er Jahre die Grundlagen der pädagogischen Architektur als Gegenpol zu den bis dahin gängigen repräsentativen Monumentalbauten des sogenannten Kasernentyps aus der Gründerzeit (Gangtyp – Klassen rechts und links eines Flures). Basierend auf reformpädagogischen und schulreformerischen Ansätzen sollten hier Grundbedürfnisse der Kinder nach Licht, Luft und Bewegung, aber auch die Effizienz pädagogischen Handles sowie Hygiene und Gesundheit im Mittelpunkt stehen. Daraus entwickelte Haesler vier Maxime für den Schulneubau. Licht und Luft, Reinlichkeit, Schaubarkeit für Lehrer und Schüler, sowie anregende und ansprechende Gestaltung. Dieses Konzept setzte er beim Bau der Altstädter Volksschule in Celle von 1926 bis 1928 erstmals um. Nach eigenen Aussagen waren auch hier den Baulichen Voraussetzungen für neue pädagogische Erkenntnisse klare Grenzen gesetzt, so dass sich sein Entwurf eher, ähnlich der späteren Pavillonzeilenschule, an einer englischen Hallenschule orientierte. Es folgte Taut mit seinem Pavillon als Neubau für die Karl-Marx-Schule (Berlin-Neukölln) 1928. Der Entwurf basierte auf dem ganzheitlichen Konzept einer integrierten Gesamtschule, welches er gemeinsam mit Fritz Karsen entwickelt hatte. Schon hier wurde der Flachbau als Randbau einer Parkanlage und die Integration von Außenanlagen in den Schulbetrieb konzeptionell umgesetzt. Ähnliches zeigte auch die Freiflächenschule von Eugen Kaufmann, die von 1929 bis 1930 in Frankfurt-Praunheim entstand.
Etwa zeitgleich entstanden nach den gleichen Überlegungen in der Schweiz und in Frankreich die ersten Schulen mit einem Pavillonsystem. Hier wurden erstmals auch konsequent direkte Zugänge der Klassenräume in die Natur umgesetzt. Das Schulhaus Langmatt von 1933 in Witikon war eine davon. Eine andere die wesentlich bekanntere Freiluftschule École de plein air in Suresnes bei Paris der Architekten Eugène Beaudouin und Marcel Lods aus dem Jahr 1935, bei der, in einer Parkanlage gelegen, ein zweigeschossiges Hauptgebäude mit acht freistehenden Pavillons über Laubengänge verbunden war.

### Durchbruch nach dem Zweiten Weltkrieg
Gleich nach dem Zweiten Weltkrieg entstanden in Kiel unter der Leitung von Architekt und Magistrats-Baudirektor Rudolf Schroeder zwischen 1948 und 1954 mit der Goethe-Schule, der Friedrich-Junge-Schule und der Max-Planck-Schule gleich drei neue Pavillonschulen. Schroeder gilt als einer der ersten, der das Prinzip der Pavillonschule nach dem Krieg in Deutschland wieder aufgriff. Weitere frühe Vertreter des Bautyps waren die Volksschule in Bremen-Schwachhausen von Hans Krajewski, das Gymnasium Siegburg Alleestraße (heute unter Denkmalschutz) der Architekten Hans Brandt und Eberhard Voge, die Hohewartschule in Stuttgart-Feuerbach von Kurt Marohn, alle in den Jahren 1949 bis 1952 geplant und erbaut, und die Georg-Büchner-Schule (Darmstadt), 1956 geplant und 1960 fertiggestellt von Hans Schwippert mit Karl Wimmenauer.
Ab 1950 entstand aufgrund des kriegsbedingten Schulmangels in Deutschland eine breite Diskussion unter Stadtplanern, Architekten, Verwaltungsbeamten und Erziehungswissenschaftlern über die Schulen der Zukunft, die nach vollkommen neuen Gesichtspunkten gebaut werden müssten. So entwickelte beispielsweise einer der bedeutendsten Vertreter der organischen Architektur, der Architekt Hans Scharoun, Ideen zu einem demokratischen Schulbau mit komplexen Raumfolgen, fließenden Übergängen und öffnenden Freiflächen, welche er im Rahmen der 2. Darmstädter Gespräche vom 4.–6. August 1951 vorstellte (Geschwister-Scholl-Gesamtschule Lünen, heute unter Denkmalschutz). Auf einer von der Erziehungsabteilung der Hohen Kommission in Jugenheim organisierten Tagung forderte der Münchener Stadtschulrat Anton Fingerle: Das Schulhaus soll nicht mehr wie ein Schulhaus ausschauen. Daneben plädierten Pädagogen und Wissenschaftler aufgrund neuer Untersuchungen für weniger Lärm und mehr Licht. Demgegenüber bestanden Anforderungen an die Wirtschaftlichkeit neuer Schulbauten wie sie unter anderem Heinrich Lang von der Berliner Finanzverwaltung referierte. Sowohl Schroeder als auch Krajewski konnte daraufhin auf Basis ihrer bereits projektierten Schulen nachweisen, dass auf jeden Schüler bei einer Schule alten Typs durchschnittlich 2097 DM Baukosten, bei Pavillonschulen hingegen nur 1582 DM entfallen waren. Nachdem der renommierte Stadtplaner Rudolf Hillebrecht diese Zahlen überprüft hatte, schrieb er an den Deutschen Städtetag: Eine Diskussion über Flachbauschulen sei nötig. Der Bauausschuss des Städtetages erklärte daraufhin, dass keine wirtschaftlichen Bedenken gegen die Errichtung von Flachbauschulen beständen.
In der Sowjetischen Besatzungszone (SBZ) und frühen DDR gab es zeitgleich ähnliche Diskussionen und Entwicklungen. Erste frühe Pavillonschulen entstanden ab 1950 beispielsweise mit der Erich-Viehweg-Schule in Frankenberg/Sa. (heute denkmalgeschützt). Im Rahmen der Einführung des Typenschulbaus wurden auch Schulbaukonzepte des Neuen Bauens aus den 1920er Jahren übernommen. Hier waren vor allem Hermann Henselmann, Otto Blick, Robert Lenz, aber auch Franz Schuster mit der von ihm entwickelten Pavillonzeilenschule (Schustertyp), Wegbereiter. Den Pavillonschulen westlicher Prägung entsprach dabei am ehesten der Typ Halle Atrium aus der Atrium-Baureihe.
Auch in der Schweiz und in Dänemark gab es vergleichbare Entwicklungen auf der Suche nach dem kindgerechten Schulbau. So bauten ab 1944 die Architekten Emil Jauch und Erwin Bürgi mit der Schulanlage Felsberg in Luzern die erste Pavillonschule der Zentralschweiz nach dem Krieg. Der Architekt Alfred Roth veröffentlichte 1950 das Buch Das neue Schulhaus und leitete 1953 die gleichnamige Ausstellung des Zürcher Kunstgewerbemuseums. Im Zuge dieser Ausstellung veranstaltete die Stadt Zürich einen Projektwettbewerb für ein Primarschulhaus am Chriesiweg. Im Gegensatz zu früheren Wettbewerben ließ man hierbei den Architekten die Freiheit für innovative Ideen. Die Architektengemeinschaft Fred Cramer, Werner Jaray und Claude Paillard überzeugte die Jury mit ihrem Entwurf der Pavillonschule Schule Chriesiweg, die ab 1955 erbaut und mit der Auszeichnung für gute Bauten der Stadt Zürich ausgezeichnet wurde. In Dänemark entstand in Gentofte nahe Kopenhagen mit der Munkegaard-Schule eine der ersten dänischen Pavillonschulen, die 1948 von Arne Jacobsen entworfen und 1957 fertig gestellt wurde. Alle drei Schulen stehen heute unter Denkmalschutz.
In den Folgejahren entwickelte sich der Schulbautyp der Pavillonschule besonders in Deutschland, Dänemark und der Schweiz unter Beteiligung namhafter Architekten zum Standard vor allem für Volks- und Grundschulen.

## Architektur
Eine Pavillonschule ist ein auf einem relativ großem Grundstück befindlicher Schulkomplex. Sie besteht in der Regel aus einem mehrgeschossigen Hauptgebäude in dem sich Verwaltung und Fachräume befinden, Turn- und Pausenhalle sowie mehreren niedrigen ein- bis zweigeschossigen Klassenraumgebäuden, die über Laubengänge miteinander verbunden sind und sich zu den als Park gestalteten Außenbereichen hin öffnen. Idealerweise hat jeder Klassenraum dabei einen direkten Zugang ins Freie und ist räumlich zum Beispiel durch das Hauptgebäude von Lärmquellen wie dem Pausenhof, der Sporthalle und Musikräumen getrennt. Die Ausrichtung der Klassenräume ist Süd-Ost. Dachformen sind meist flach geneigte Sattel- und Pultdächer oder Flachdächer. Häufig sind die Baukörper bei größeren Komplexen in Form eines Kamms angeordnet oder bilden eine die Außenanlagen umfassende lineare Randbebauung (Atriumform).
Die besondere Bauform einer Pavillonschule ergibt sich dabei aus den aus den verschiedenen Fachbereichen an ein Schulgebäude gestellten Anforderungen nach dem architektonischen Leitsatz Form folgt Funktion bei dem sich viele Zusammenhänge pragmatisch bedingen. Der Kostenersparnis durch die geringere Menge an umbautem Raum, stehen Mehrkosten durch höheren Grundstücksbedarf, größerem Außenwandanteil und längeren Versorgungsleitungen gegenüber. Die Abwägungen im Einzelfall begründen in Folge verschiedene Mischformen zwischen Gangtyp und Pavillontyp wie man sie beispielsweise bei der Pavillonzeilenschule des Schustertyps findet.

## Galerie

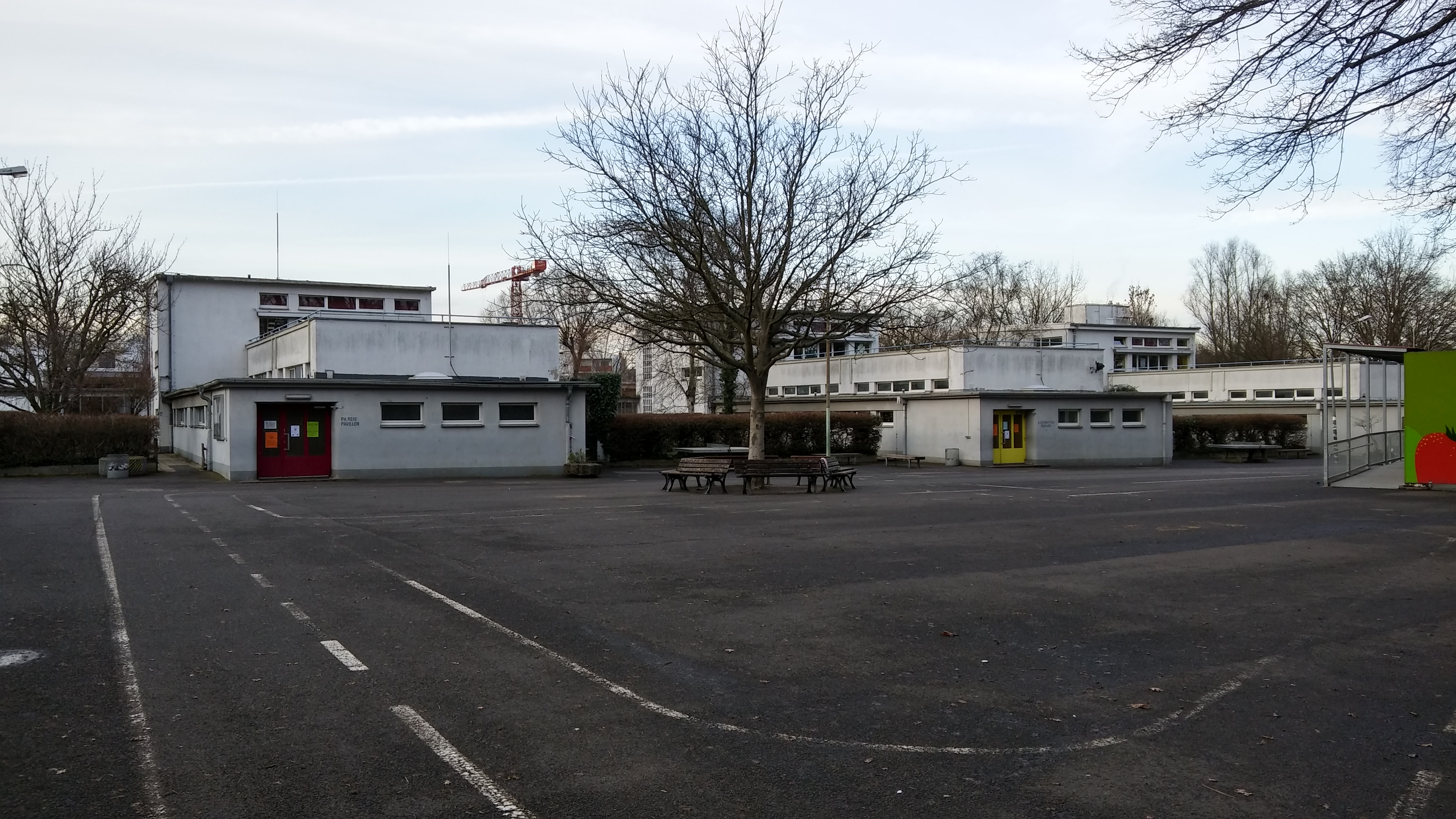
Ebelfeldschule in Frankfurt-Praunheim
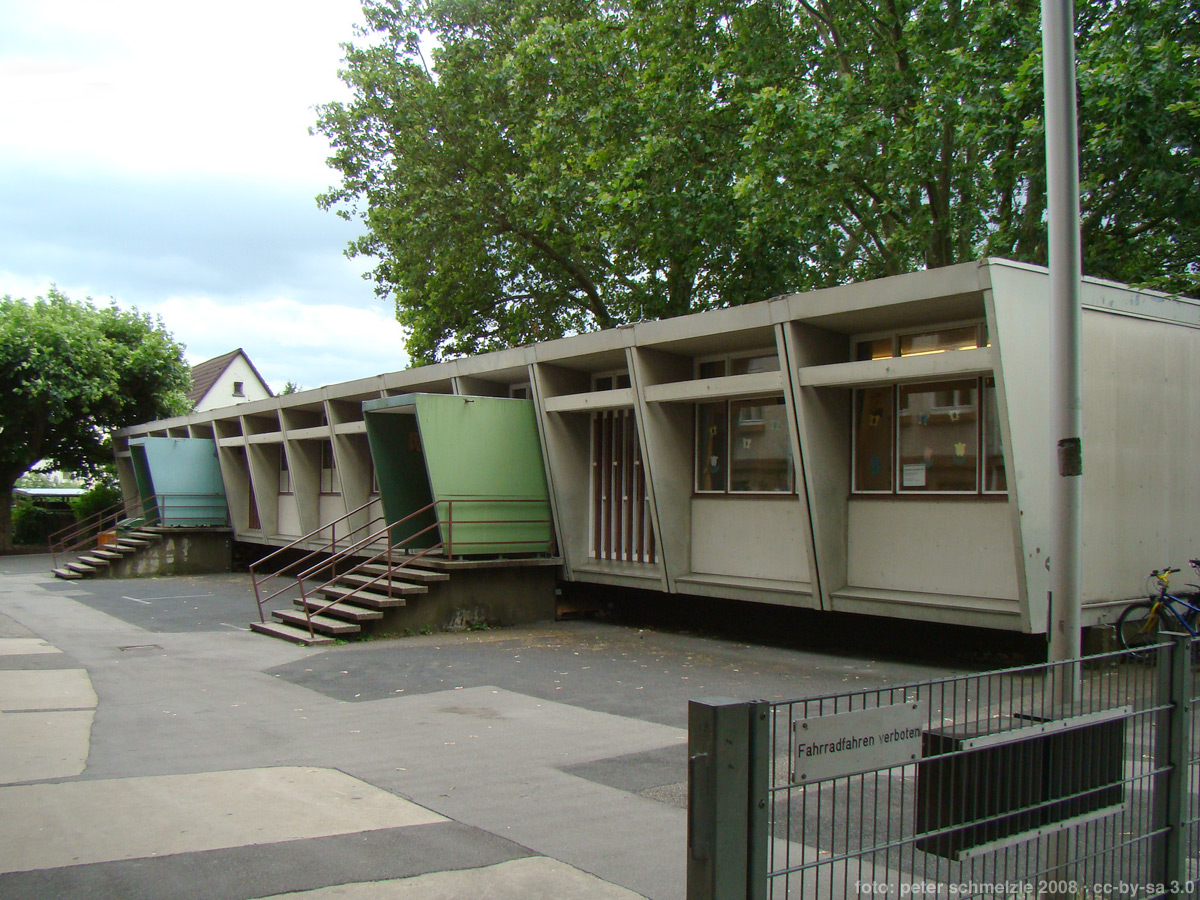
Boeckingen-Gruenewald-Pavillonschule
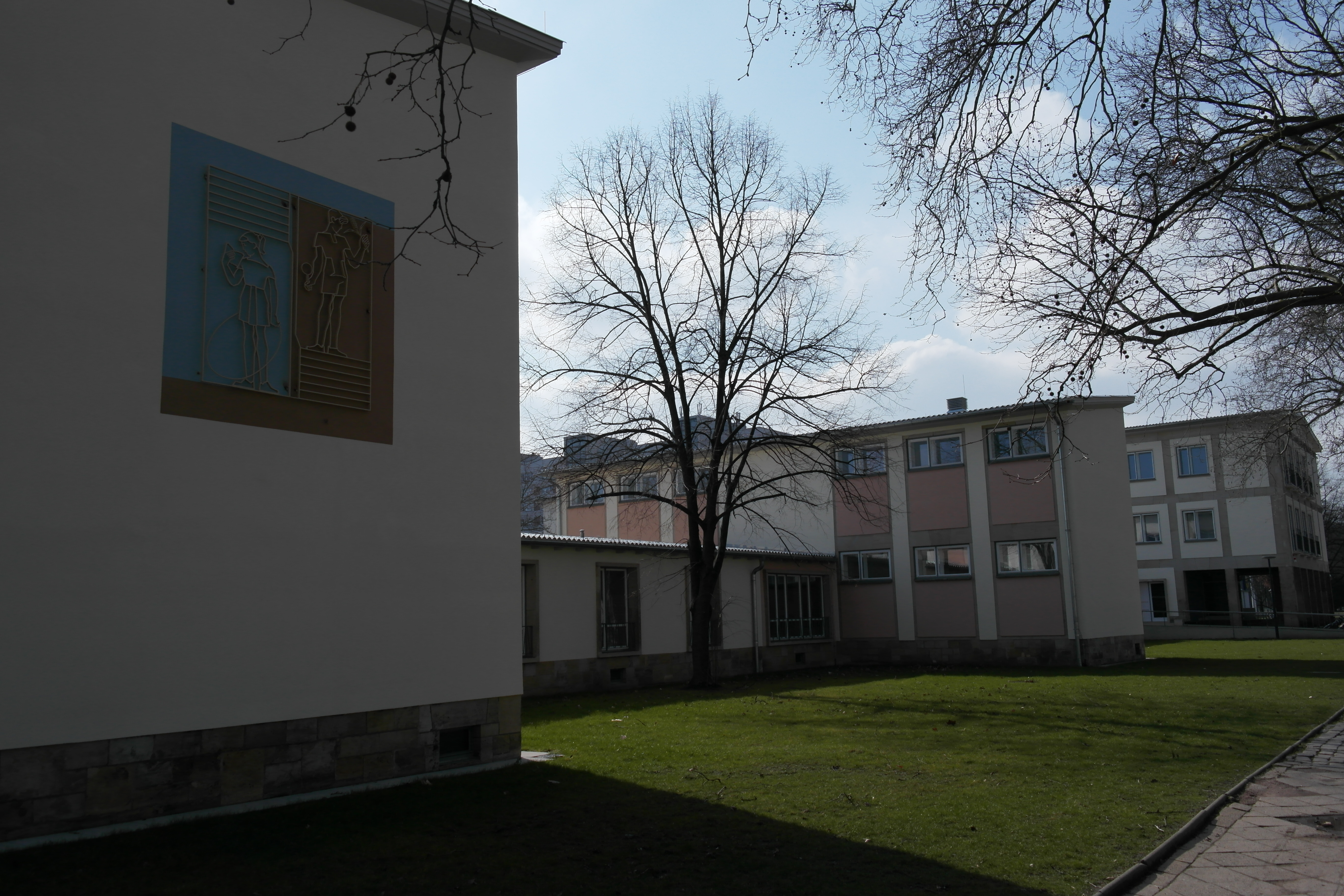
Johann-Amos-Comenius-Schule, Dresden
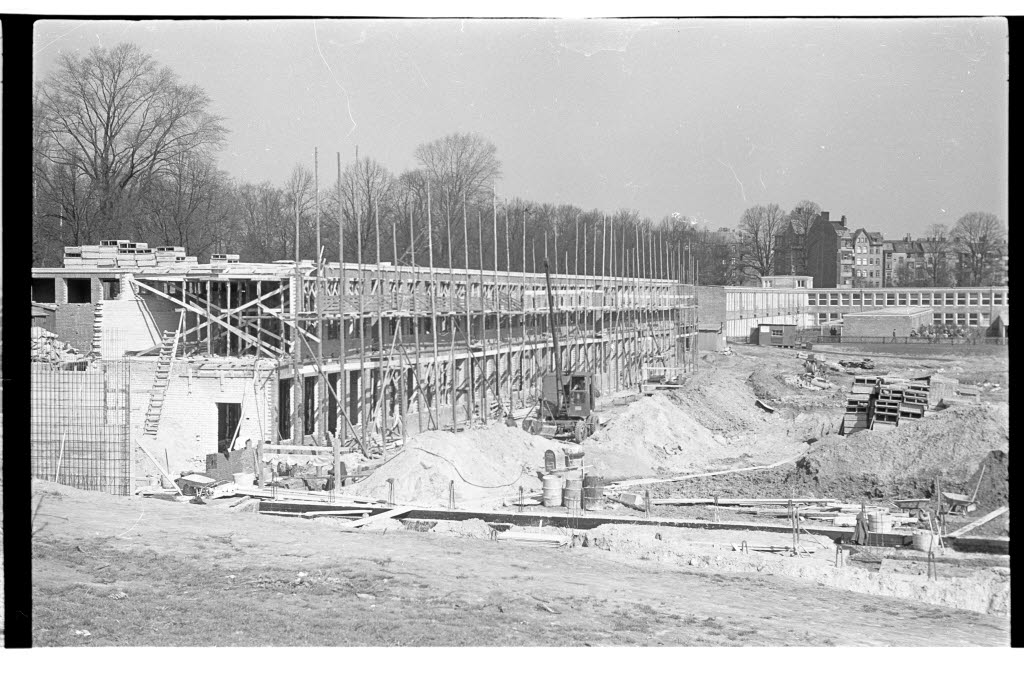
Neubau Jahnschule, Kiel
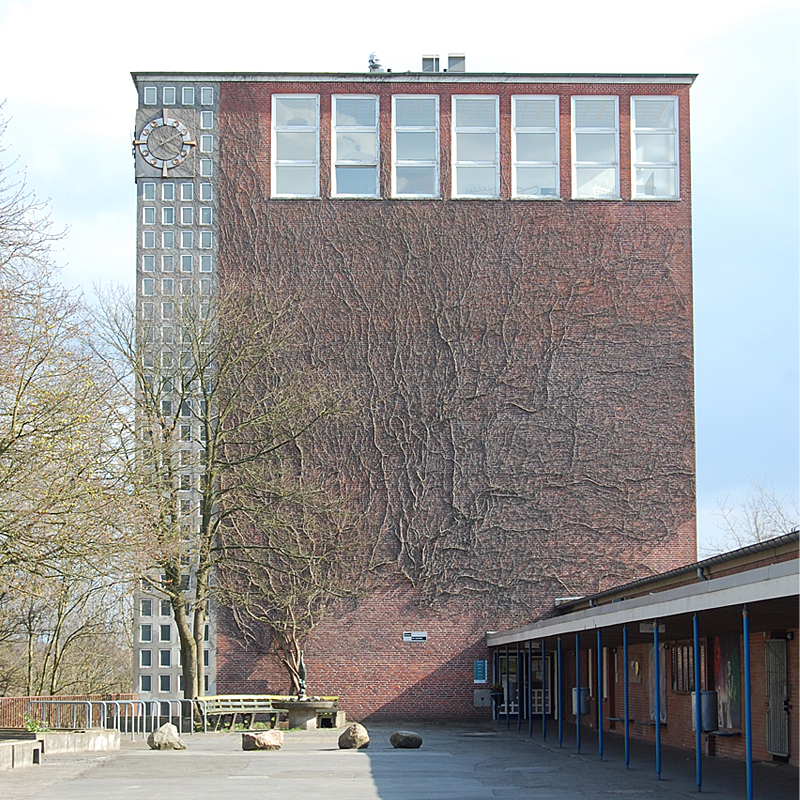
Max-Planck-Schule, Kiel
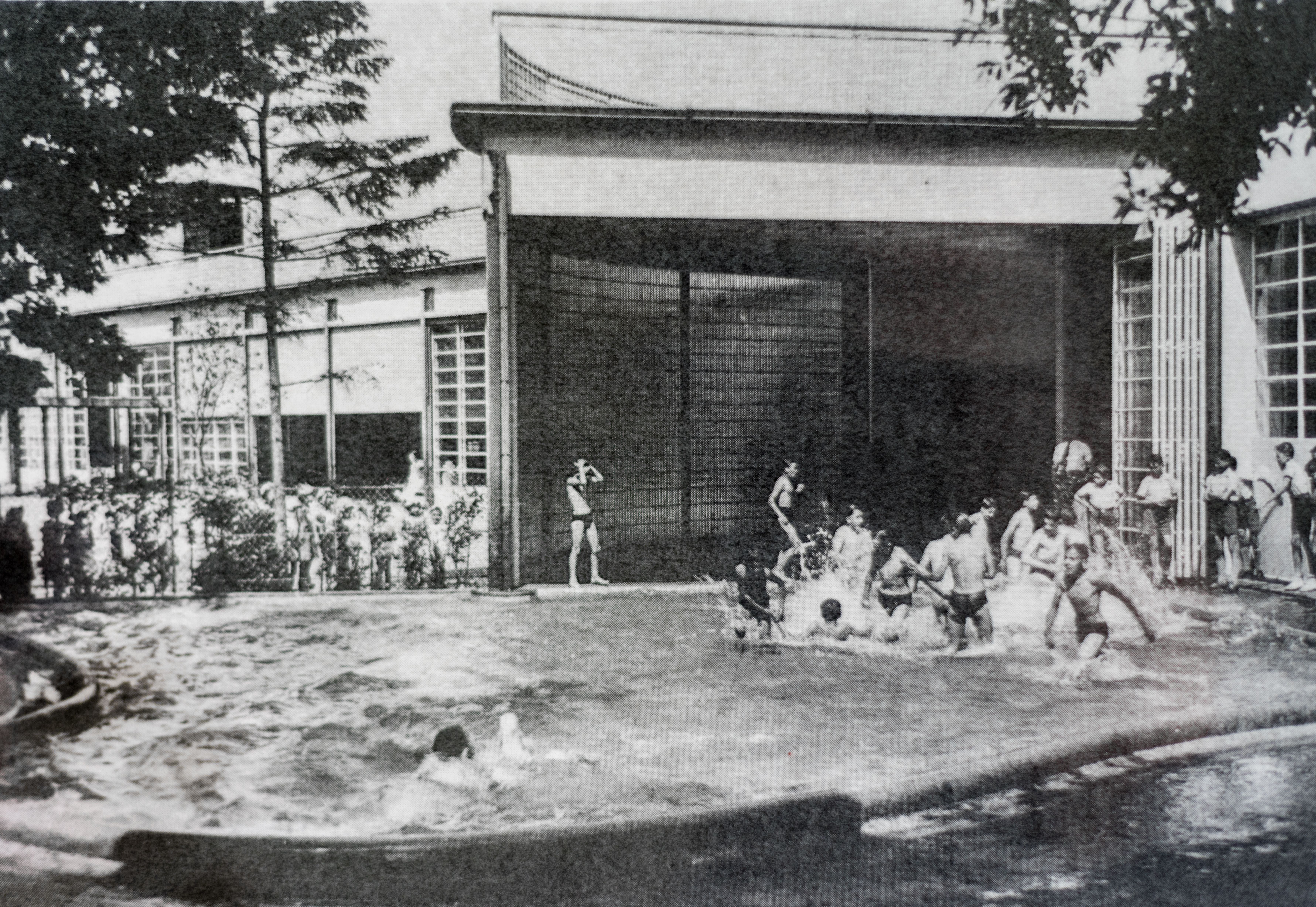
École de plein air de Suresnes
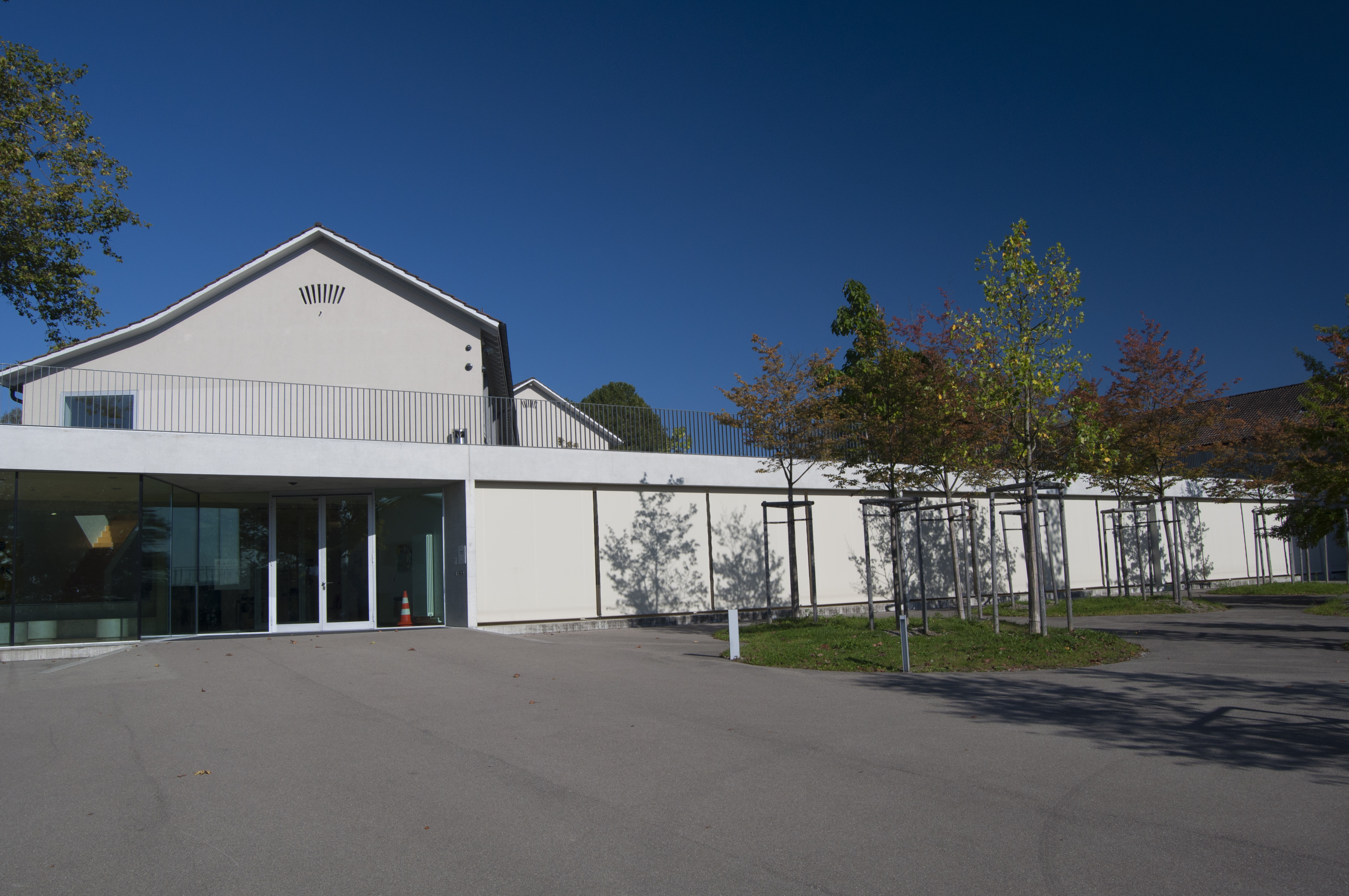
Schulhaus Langmatt, Witikon
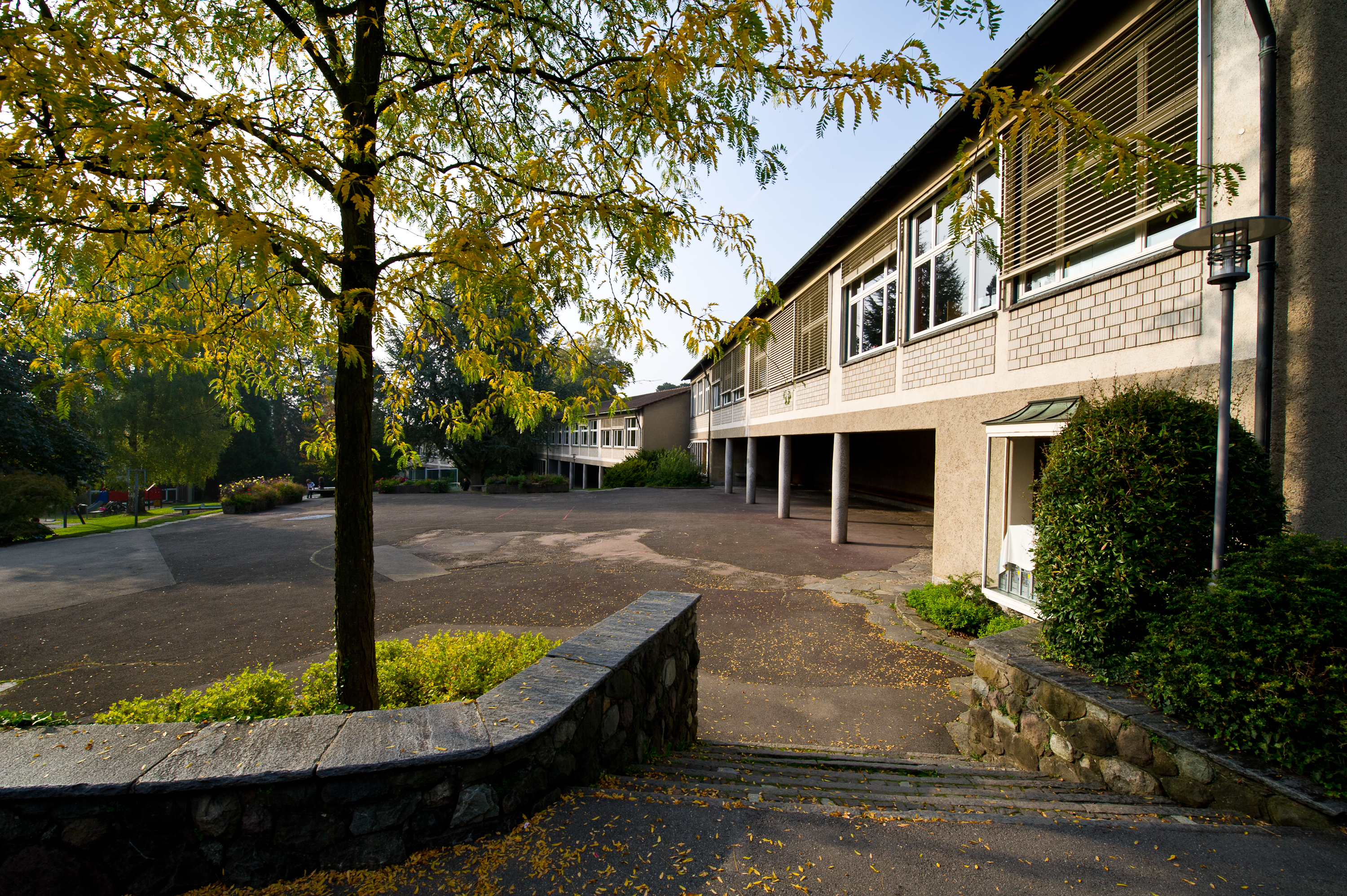
Felsberg Schulhaus, Luzern
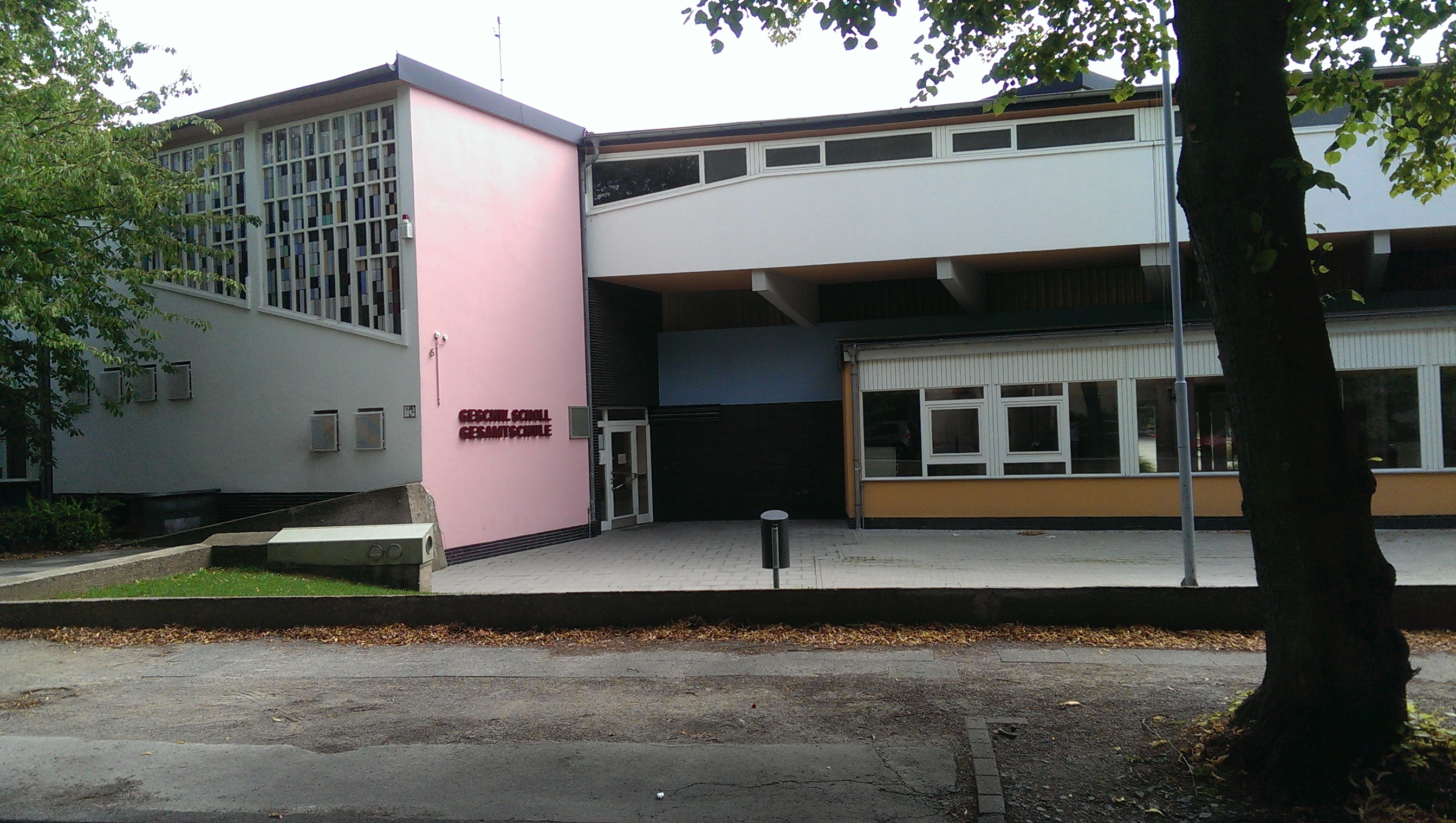
Geschwister-Scholl-Gesamtschule, Lünen
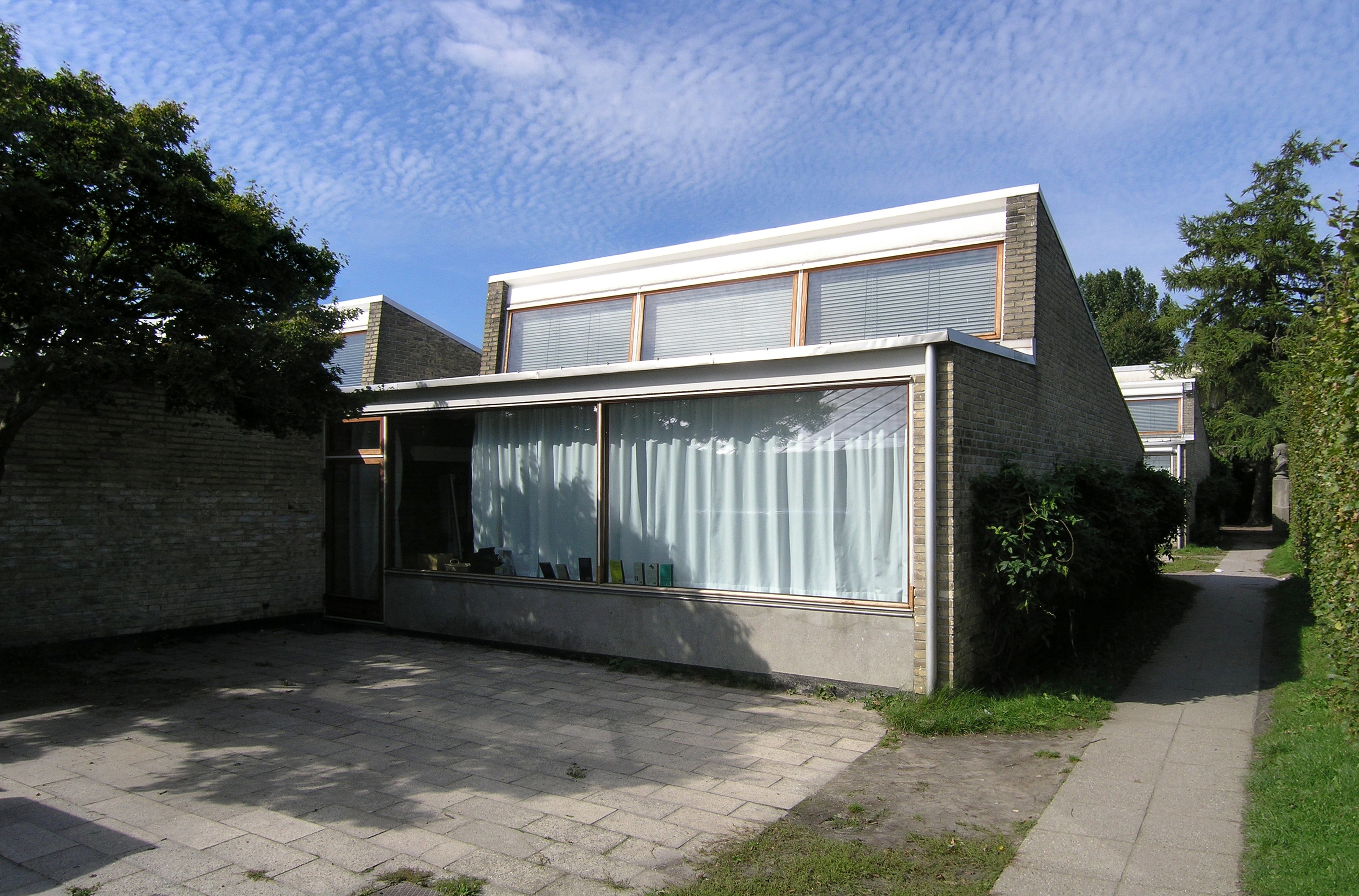
Munkegårdsskolen, Gentofte
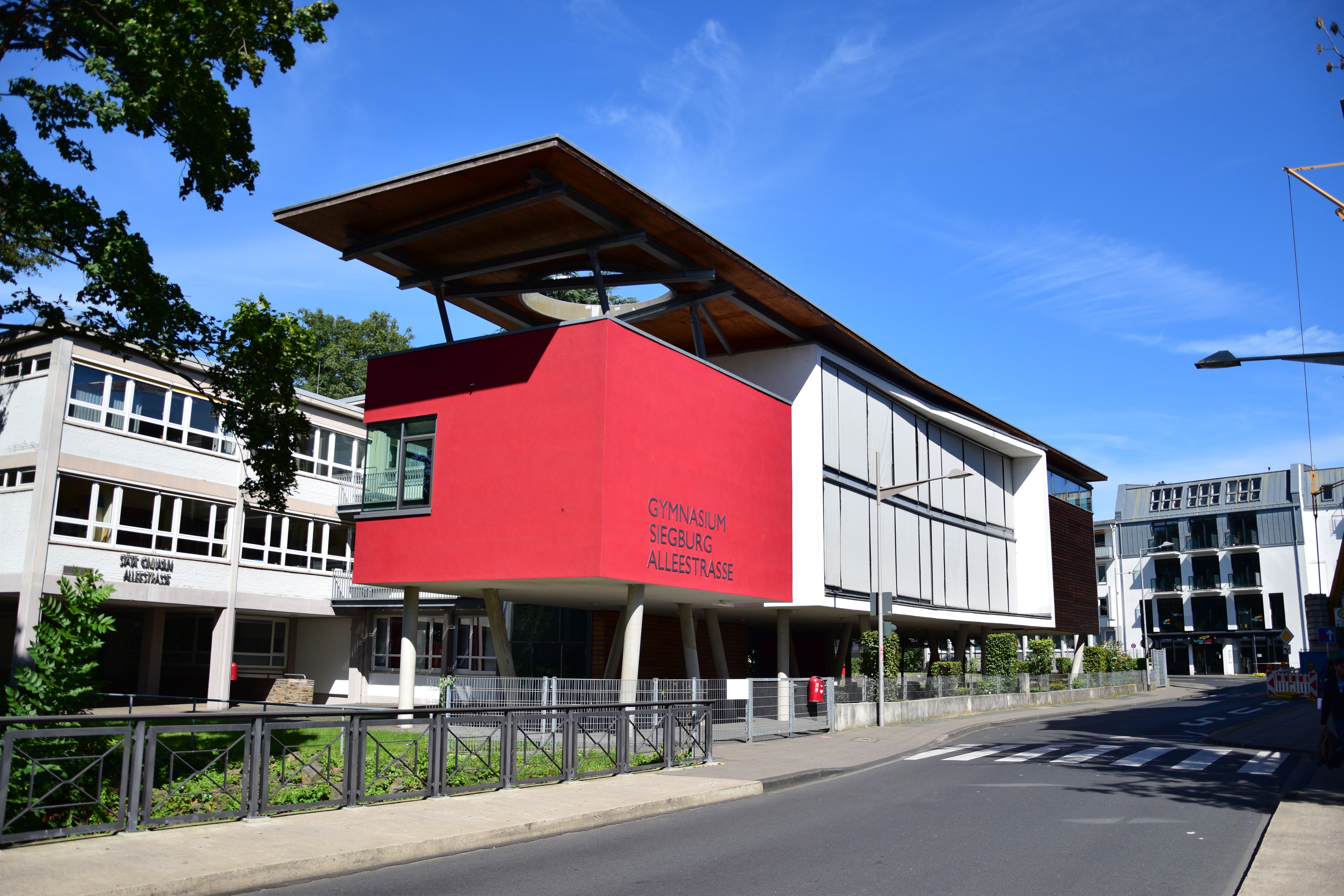
Gymnasium Siegburg Alleestraße
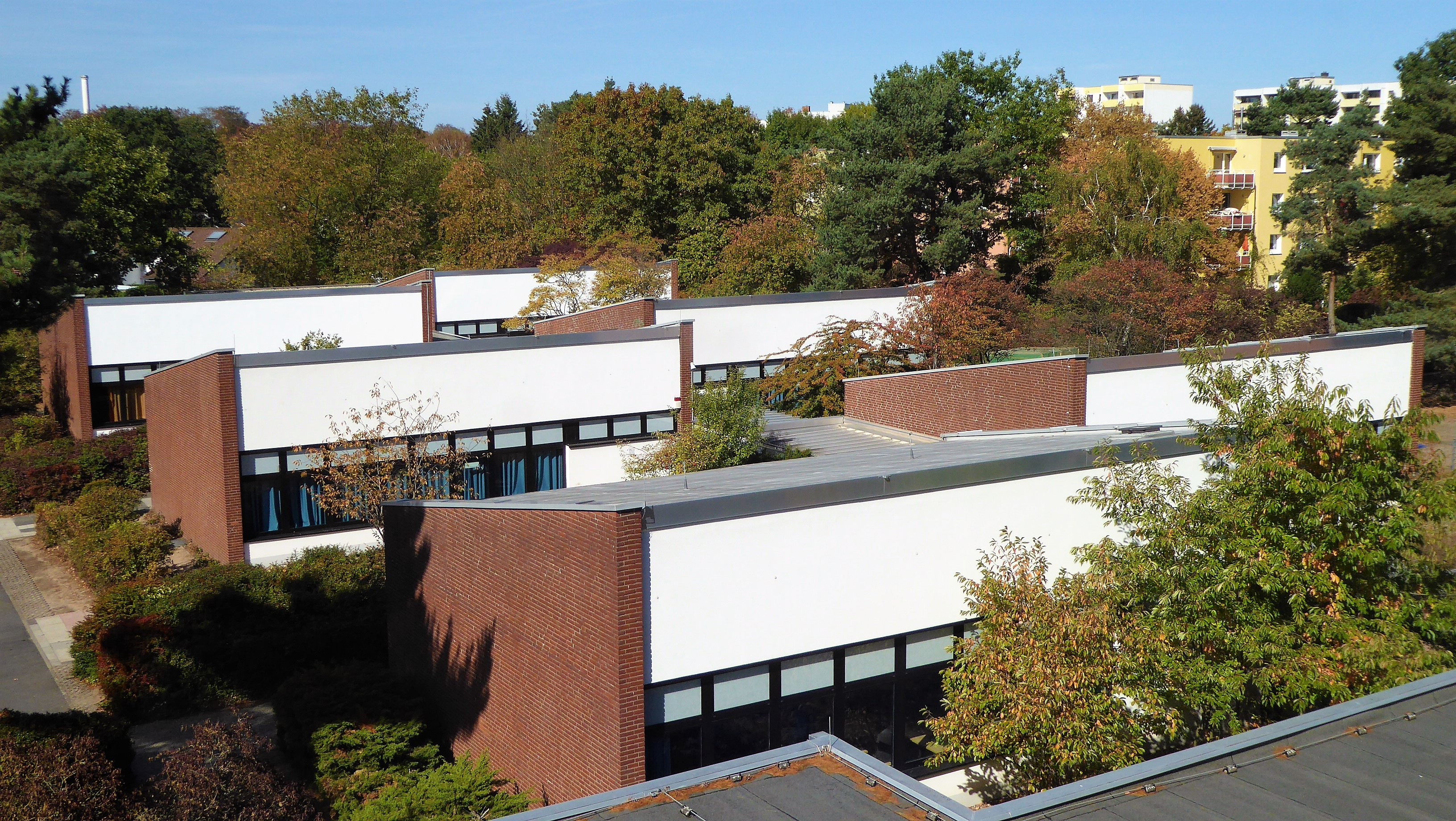
Adolf-Reichwein-Schule, Heusenstamm